# Cranium (Band)
Cranium ist eine schwedische Speed- und Thrash-Metal-Band aus Stockholm, die im Jahr 1985 gegründet, später wieder getrennt und im Jahr 1996 neu gegründet wurde.

## Geschichte
Die Band wurde im Jahr 1985 von den Brüdern Philip und Gustaf von Segebaden gegründet. Im Jahr 1986 änderte die Band ihren Namen in Legion, veröffentlichte das Demo The Dawn und löste sich kurz darauf wieder auf. Im Jahr 1996 fand die Band wieder zusammen, wobei sie wieder den Gründungsnamen Cranium trug.
Im Jahr 1998 erschien das Debütalbum Speed Metal Slaughter, das über Necropolis Records veröffentlicht wurde. Im Jahr 1999 erschien das zweite Album Speed Metal Sentence, das über dasselbe Label erschien.

## Stil
Die Band spielt klassischen Thrash- und Speed-Metal, der mit der Musik der Band Exodus vergleichbar ist.

## Diskografie
Als Legion
- 1986: The Dawn (Demo, Eigenveröffentlichung)

Als Cranium
- 1997: Speed Metal Satan (EP, Necropolis Records)
- 1998: Speed Metal Slaughter (Album, Necropolis Records)
- 1999: Speed Metal Sentence (Album, Necropolis Records)